# NHIndustries NH90
NHI NH90 — багатоцільовий вертоліт, розроблений франко-німецьким консорціумом NHI на чолі з компанією Airbus.

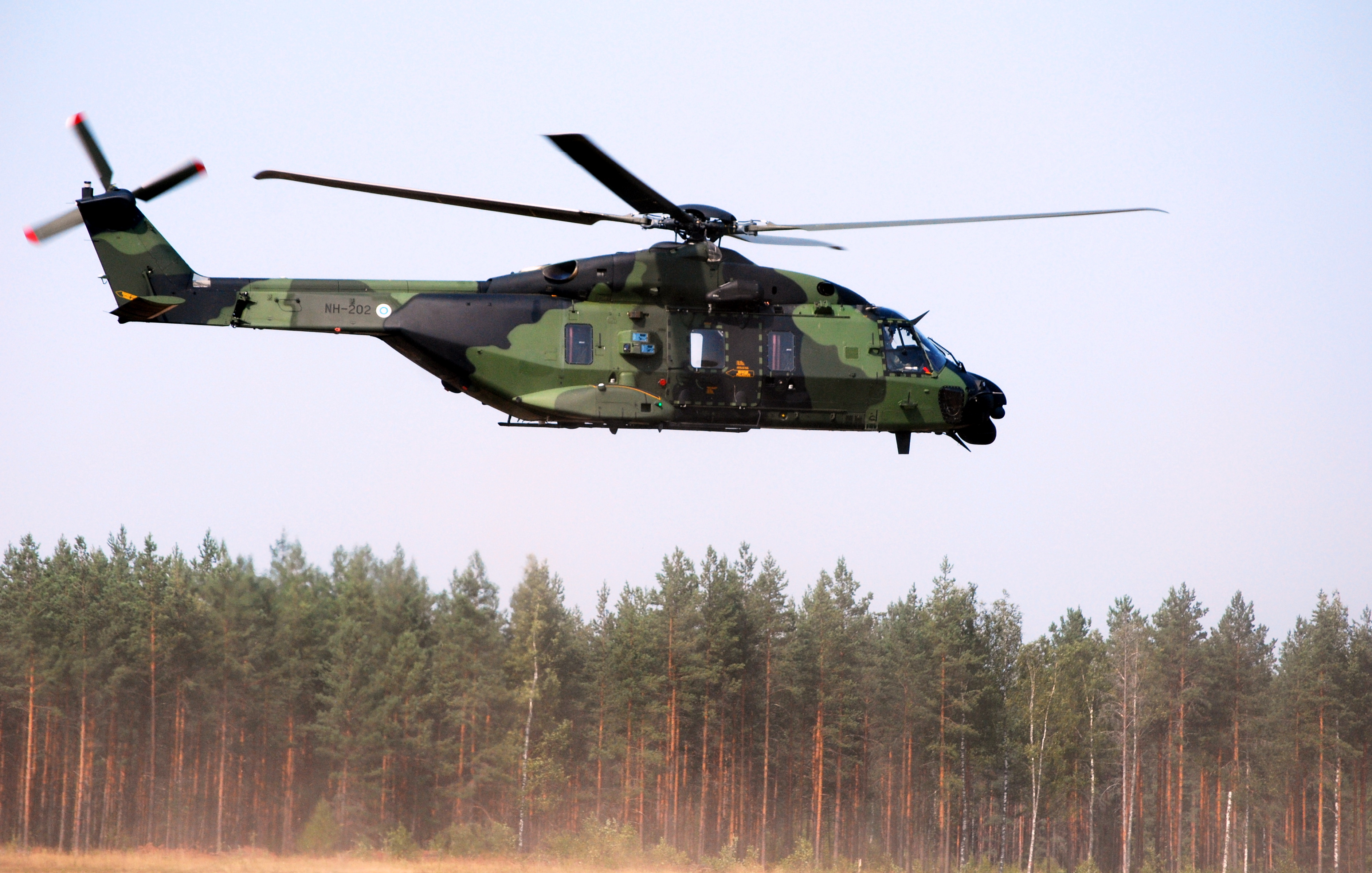
Фінський NH90

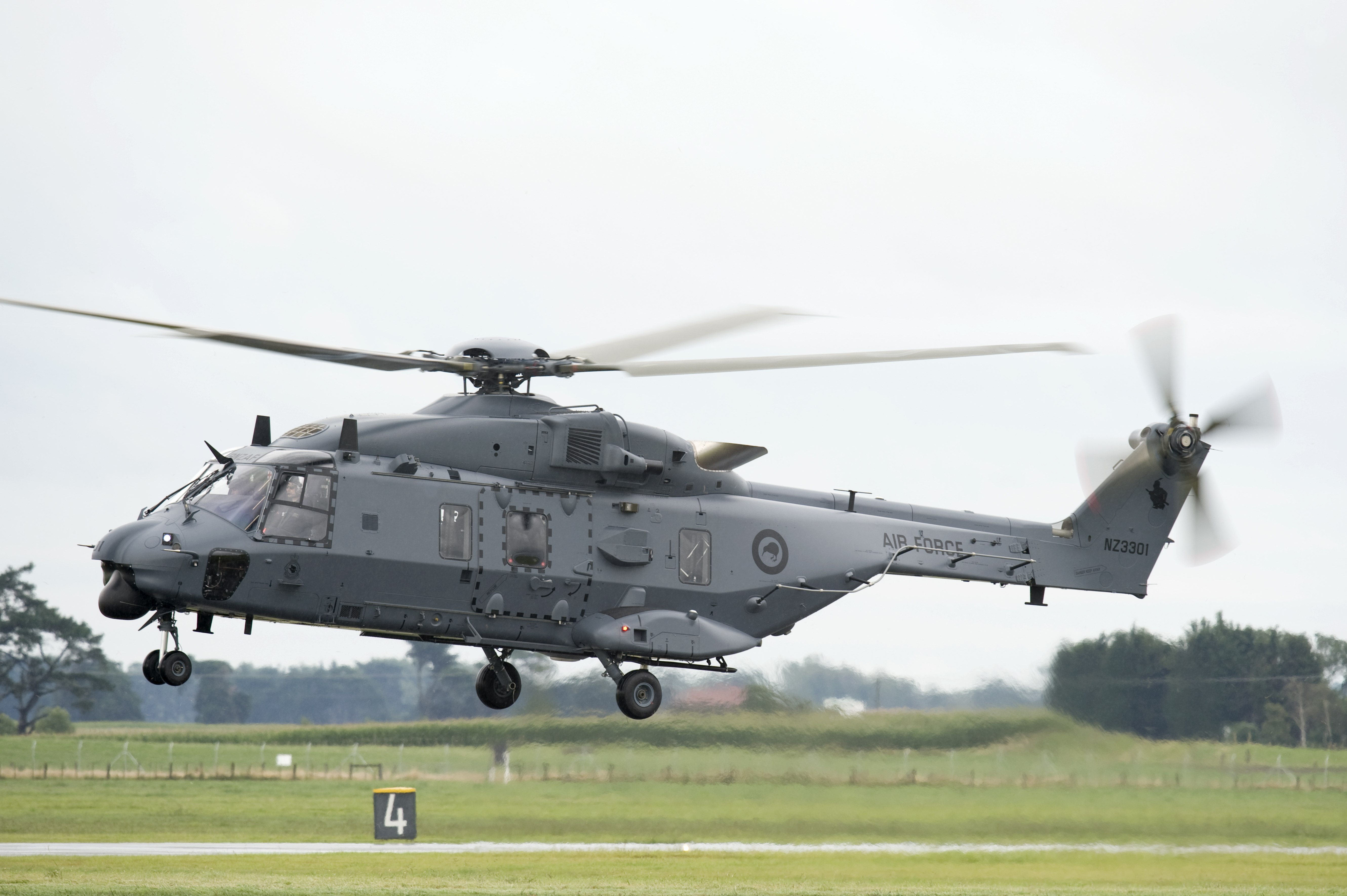
NH90 TTH ВПС Нової Зеландії

Станом на червень 2022 року було виготовлено 471 одиниці, загальний наліт яких складав 327 тисяч годин.

## Модифікації
- NH90 NFH (NATO Frigate Helicopter) — корабельний транспортно-бойовий гелікоптер, призначений для вирішення протичовновних і протикорабельних завдань. Застосовується з палуби корабля.
- NH90 TTH (Tactical Transport Helicopter) — транспортно-десантний гелікоптер.

## Оператори
- Австралія: 46, станом на 2022[2]
- Бельгія[2]
- Греція[2]
- Іспанія[2]
- Італія[2]
- Катар: 5, станом на червень 2022[2]
- Нова Зеландія[2]
- Норвегія: замовлено 14, отримано 13 станом на червень 2022[2]
- Нідерланди[2]
- Німеччина[2]
- Оман[2]
- Франція[2]
- Фінляндія[2]
- Швеція[2]

### Австралія
Сили оборони Австралії (ADF) замовили 46 MRH-90 : чотири вироблені в Європі, а 42 локально Australian Aerospace (дочірня компанія Airbus Helicopters) у Брісбені. Позначення вертольота ADF і його назва «MRH-90 Taipan» вказує на його використання як «багатоцільовий вертоліт» і віддає належне місцевому виду змій. Загалом Австралія має на озброєнні 46 гелікоптерів MRH-90 Taipan — 40 в армії та ще 6 — у військово-морських силах. Однак 2021 року армія та флот Австралії були вимушені «приземлити всі свої гелікоптери MRH-90 Taipan» — вони мали проблеми як з безпекою, так і з технічним обслуговуванням. Ці проблеми намагалися усунути, однак зрештою було прийнято рішення «пересісти» на сучасні UH-60M Black Hawk.
Наприкінці серпня 2022 року Державний департамент США погодив продаж Австралії 40 гелікоптерів UH-60M Black Hawk на суму 1,95 млрд доларів — вони замінять проблемні багатоцільові гелікоптери MRH-90 Taipan Сил оборони Австралії.

### Норвегія
Контракт на 14 вертольотів NH90NFH, які мали забезпечити виконання протичовнових та пошуково-рятувальних функцій, був підписаний у 2001 році. Загалом було замовлено 14 машин строком до кінця 2008 року. Але з 13 переданих машин в результаті лише 8 були у повній комплектації.
10 червня 2022 року міністерство оборони Норвегії публічно оголосило про відмову від вертольотів NH90, намір повністю повернути їх виробнику та витребувати з нього компенсацію, бо за весь час їх експлуатації так і не була досягнута запланована операційна готовність.
Зазначається, що протягом 20 років експлуатації вертольоти NH90 змогли здійснити наліт лише на рівні 700 годин, при запланованих 3900.